# Gabriela Olivo de Alba

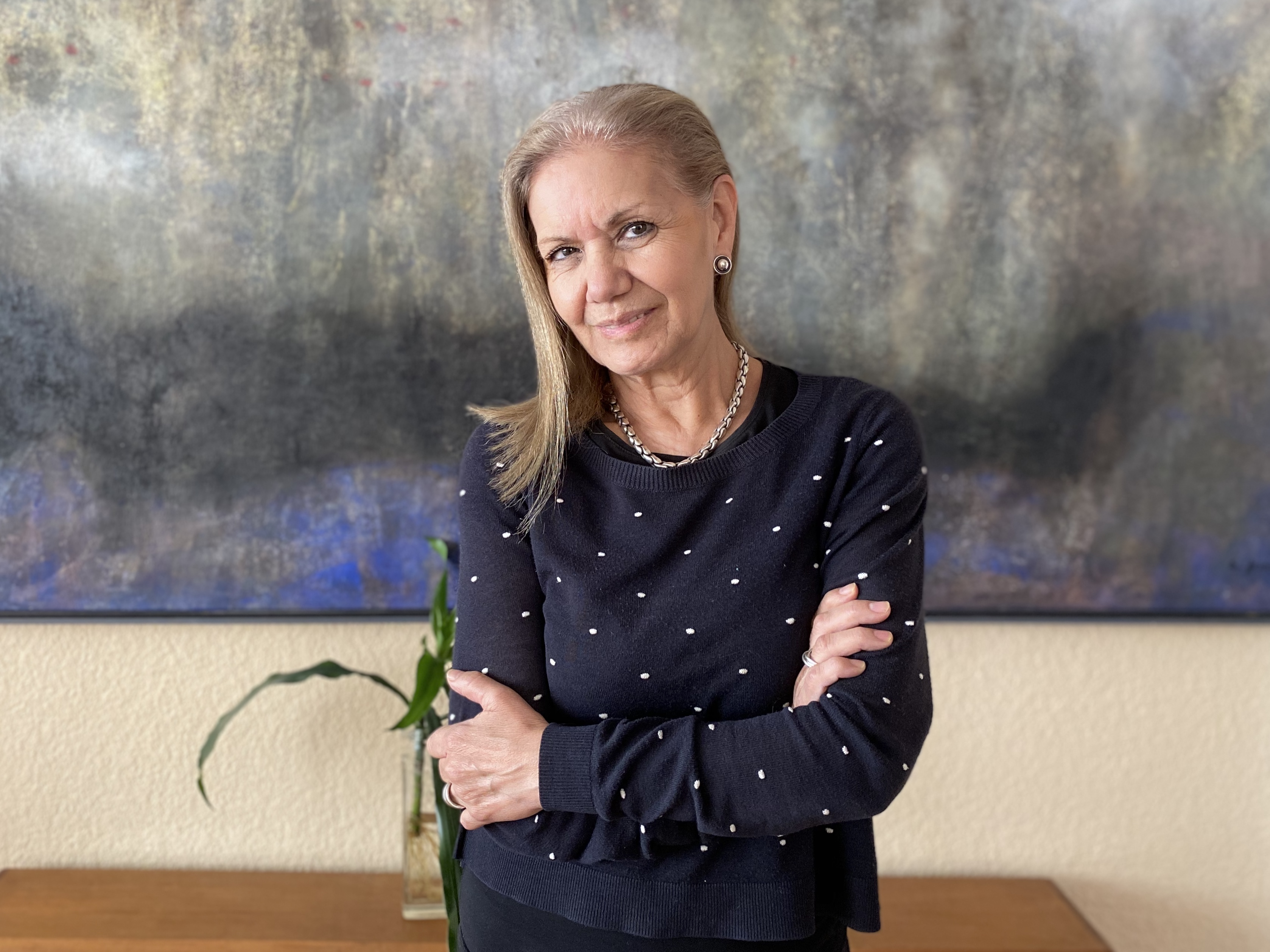
Gabriela Olivo de Alba Avendaño

Gabriela Olivo de Alba (Diana Gabriela Olivo de Alba Avendaño), (Ciudad de México, 7 de diciembre de 1953) es una artista, creadora de performances y narradora mexicana.
Sus temas recurrentes son la muerte, el deseo, y los sueños, enmarcados entre la decodificación crítica del lenguaje corporal y los pantanosos impulsos de la psique. Su obra alude al cuerpo femenino y cuestiona las representaciones y estereotipos asumidos socialmente.

## Datos biográficos y formación
Es licenciada en Literatura Dramática y Teatro, por la UNAM, maestra en Historia del Arte, por la misma universidad y magíster en Historia del Arte por la Pontificia Universidad Católica del Perú; máster en Escritura Creativa por la Universidad de Salamanca; doctoranda en Teoría crítica en 17, Instituto de Estudios Críticos. Hija de Oscar Olivo de Alba (1930 -2018) y de María Antonieta Avendaño y Ruiz (1933). Es madre de dos hijos dedicados al cine y la fotografía: Mauricio Arechavala Olivo de Alba (1983), nacido de su relación con el creador y museógrafo Fernando Arechavala Lascuráin; y Rafael Carmona Olivo de Alba (1991), hijo de Rafael Carmona Ávila, ex baterista del grupo The Casuals 
Su estrecha relación con Venezuela inicia desde que era pequeña y visitaba a su padre que radicaba en Caracas. Años más tarde, fue nombrada agregada cultural de la embajada de México en Venezuela en dos periodos: primero de 1995 a 2002 y posteriormente de 2008 a 2014. Tanto en México como en Venezuela ha experimentado en distintos campos del arte, hallando en el performance uno de sus canales de expresión. En 2015 cambia su residencia  a Lima.
Actriz, diplomática y profesora universitaria, ha incursionado también en la fotografía y en la narrativa. Su trabajo ha sido presentado en el Palacio de Bellas Artes, Museo Universitario del Chopo, en México, en el Museo de Bellas Artes de Caracas, Centro de Estudios Latinoamericanos Rómulo Gallegos, Venezuela, en El Anexo Arte Contemporáneo, y en la Galería La Caja, Centro Cultural Chacao, en Caracas. Ha sido agregada cultural en la Embajada de México en Venezuela, en dos periodos (1995-2002) y (2008-2014). Ha sido profesora de Teorías escénicas en la Universidad Nacional Autónoma de México (UNAM), y productora y conductora entre 1995 y 2002 del programa radiofónico México su cultura hoy en La Cultural de Caracas - 97.7 FM Caracas. La Asociación Internacional de Críticos de Arte Capítulo Venezuela (AICA), en 2013, le otorgó el Reconocimiento Especial a la Difusión Cultural, por su trabajo a favor del arte y la cultura mexicana. En mayo de 2015 fue nombrada directora gerente general en la Filial Perú del Fondo de Cultura Económica. En Lima llevó a cabo diversas piezas de arte acción e intervenciones en diversos espacios públicos, con el lema #NI UNA MENOS. La periodista y fotógrafa peruana Rosana López Cubas realizó el registro fotográfico de las mismas. En mayo de 2019 regresa a México, y cursa el máster en Escritura creativa impartido a distancia por la Universidad de Salamanca. En 2022 inicia los estudios de doctorado en Teoría Critica. A partir del 2023 asume la coordinación de 17, Radio y, desde 2024, forma parte del Claustro de tutores del área de Łiteratura en 17, Instituto de Estudios Críticos.

## Obra artística

### Performance y Arte Acción
Gabriela Olivo de Alba concibe la vida como un gran escenario. Crea "piezas de arte acción", que son "ritos de paso" el tránsito de iniciación a una nueva condición de vida, a la mudanza de un lugar de residencia hacia otro. Ha realizado performances en México y Venezuela, y participado en Festivales, encuentros y exposiciones colectivas e individuales. Para ella los performances son rituales y acciones representacionales que salvaguardan la memoria, curan amnesias. Algunas de sus acciones más destacadas son:
--Nupci@s, Palacio de Bellas Artes, México, Encuentro de Mujeres en el Arte, mayo, 2006. Fotografías de Mauricio Arechavala. Hall Principal, Centro de Estudios Latinoamericanos Rómulo Gallegos, Caracas, noviembre, 2006.
--Sombras de Oaxaca, el viaje; Biblioteca Reyes Heroles, Escuela de Estudios Profesionales Aragón, UNAM, 2003.
--No me llores más, auto funeral acción duelo-celebratorio; Domicilio particular, México, 2003. En Caracas se realizó en la Galería El Anexo, en 2013.
--Curando Amnesias; Primer Encuentro Nacional Performagia, Museo Universitario del Chopo, 2003.
--Esta que está aquí se va… pero se queda, Edificio Excélsior-11, Caracas, Venezuela, enero de 2002.
--Tantas y tantas palabras, Centro Nacional de las Artes, Taller de Performance autobiográfico, impartido por Mónica Mayer, 2002.
--Ay mis hijos; Centro de Arte la Estancia, Caracas, Venezuela, 2000.
Mesa ser-vida. Anexo Arte Contemporáneo, en San Bernardino, Venezuela, 2009. Fotografías de Mauricio Arechavala.
Correlatos artísticos, de la Revolución Mexicana a nuestros días. Museo de Bellas Artes de Caracas (Venezuela) 2011.
El Quinquenio. “La Caja Espacio de Investigación Visual”. Centro Cultural Chacao (Venezuela) 2012.
Editorial III. Muestra de videos. El Anexo Arte Contemporáneo, (Caracas) 2013.
B3mica#Per.C3.BA
Mesa ser-vida es una acción encuadrada en los debates sobre el género y las representaciones, que presenta las historias de vida de mujeres emancipadas de la estufa y la lavadora, “salidas de la nevera” como quien sale del clóset, vienen a ocupar la mesa que en la literatura e iconografía bíblicas que sólo correspondía al maestro y sus discípulos. El milagro que allí se produce no es el de la multiplicación de los panes, sino el autoafirmación en el espacio de una cultura concebida y protagonizada por hombres. En esta performance el mantel es también vestimenta y la servilleta es un detonante verbal hecho para activar el diálogo y no para reprimir profilácticamente la indiscreción de una boca abierta.
Esta que está aquí se va... pero se queda tuvo lugar en la casa que había ocupado durante varios años, ya vacía, para despedirse de los amigos, cuando concluyó su primera misión como Agregado Cultural de la embajada de México en Venezuela, en 2002. Obsequió entonces varios objetos de su propiedad a los presentes, como una forma de quedarse entre ellos.
"Nupci@s", que ella misma define como "una suerte de reflexión afectiva y amorosa, y al mismo tiempo una reivindicación de la decisión de vivir y estar sola, no en pareja", Gabriela llegó vestida de novia al Palacio de Bellas Artes de México para contraer matrimonio consigo misma. Allí la aguardaba un grupo de mujeres que interpretó la marcha nupcial para acompañar su paso hasta la sala Manuel M. Ponce, en donde tendría lugar el evento. Se completaba la escena con la proyección de 12 fotos de Mauricio Arechavala, una de ellas era una glosa de La buena fama, fotografía de Álvarez Bravo. Gabriela Olivo de Alba ha señalado que eligió el tema de las nupcias “para aludir al cuerpo femenino a través de una acción ritual que cuestiona las formas de representación asumidas socialmente como parte del imaginario amoroso femenino. Llevar a cabo la acción ritual de mis nupcias –prescindiendo del contrayente- constituye un acto de usurpación de códigos preexistentes que ubican a la mujer en un territorio donde los atributos íntimos y privados se hacen públicos, en una suerte de apropiación colectiva del cuerpo femenino.”
En El quinquenio, continúa su acercamiento a la fotografía como medio de expresión, incursión que había iniciado ya en Maternidades secuestradas. El quinquenio, se presentó en la Caja del Centro Cultural Chacao. A partir de tres fotografías tomadas por su hijo, Mauricio Arechavala, realizó tres exvotos bordados sobre tela de tul, estableciéndose un diálogo entre las obras de madre e hijo.
En Lima celebró una performance, en espacio cerrado, titulada "Emergencia, performance ritual de acompañamiento" (2016), solidarizándose con la poeta Victoria Guerrero. Con la colaboración de la fotógrafa peruana Rosana López Cubas realizó una serie de intervenciones performativas en baños para hombres de establecimientos públicos de Lima, " Ni Una Menos. Estaciones", como expresión de rechazo a la violencia hacia la mujer y el feminicidio. http://limaenescena.blogspot.pe/2017/02/gabriela-olivo-de-alba-performer-vital.html Archivado el 6 de diciembre de 2017 en Wayback Machine.
En mayo de 2016, durante un breve viaje a Caracas, presentó en la galería El Anexo Arte Contemporáneo - trasladada de San Bernardino a Alta Florida - la obra “Memoria re-siente” Performance en la que utilizó como herramientas discursivas: una máscara del ande peruano confeccionada con una malla de alambre pintada, un polo del poeta José Carlos Agüero -hijo de senderistas ejecutados extrajudicialmente-, y unas tijeras junto a una falda, sobre una silla. Estos últimos elementos fueron empleados para referirse a las esterilizaciones forzadas. “La performance que realicé estuvo signada por ese ambiguo sentimiento de apego y "ajenidad" en el que habito. En mí, las memorias están signadas por la mudanza, la migración, el nomadismo. Fue un recuento de vivencias cruzadas, un ir y venir entre México, Venezuela, Cuba y Perú. En mi caso, a diferencia de otros creadores de performance que prescinden de ella, la palabra tiene una carga importante. La palabra cumple una función confesional y la acción constituye un rito de paso, o sería mejor decir ¿una línea de fuga? La polera, con un sutil estampado de flores que usaba José Carlos Agüero la primera vez que visitó mi casa en Lima y la lectura de algunos poemas de su libro Enemigos, me dieron la pauta para hablar de las heridas que dejó en el Perú la violencia política de la etapa Senderista. La silueta recortada de Máxima Acuña, también se hizo presente, como la noche en que guio a la Tropa Mezcalera por las calles de Pueblo libre para asistir a ver a Gómez Peña y su Pocha Nostra.
Recordé otras violencias, las familiares y domésticas que -en los años cincuenta- me llevaron junto a mí madre y mi hermana de regreso de Venezuela a México en una embarcación: El marqués de Comillas, y la breve escala que hicimos en la Cuba de Batista. La piel desprendida después de una insolación en el litoral de la Guaira y que quedó como separador de un libro infantil de Ekaré con dibujos que ilustran la canción En el tronco del árbol una niña. Uno a uno los sueños, escritos en el reverso de una etiqueta con la leyenda FRÁGIL, fueron apareciendo”.

## Obra publicada

### Artículos
- Curando amnesias. Revista Rasgadodeboca 2, (Venezuela).[12]
- ¿Y si después de tantas palabras no sobrevive la palabra? Revista Rasgadodeboca 4, (Venezuela).[13]

### Libros
Ojo de la cerradura. Caracas: Editorial Lector Cómplice, 2014.
Vientre primerizo. Caracas: Editorial Lector Cómplice, 2014.
En los relatos de Vientre primerizo, sus hijos Mauricio Arechavala y Rafael Carmona son referentes explícitos. Los dos libros: Ojo de la cerradura y Vientre primerizo, publicados por el sello venezolano Editorial Lector Cómplice, son proyectos desarrollados como una performance dilatada con carácter de rito de paso.

## Otras aportaciones
Armando Reverón Ritualidad y Representación, tesis para obtener el grado de Maestro en Historia del Arte, Facultad de Filosofía y Letras, UNAM, 2009.
Teatro y Performance, tesis para obtener el título de Licenciado en Literatura Dramática y Teatro, Facultad de Filosofía y Letras, UNAM, 2006.
A través de Facebook ha desarrollado las series de relatos visuales y escriturales Vientre primerizo en colaboración a distancia con Maternidades secuestradas, atendiendo la convocatoria de Mónica Mayer - Pinto mi Raya.